# Ancylometes concolor
Ancylometes concolor är en spindelart som först beskrevs av Perty 1833.  Ancylometes concolor ingår i släktet Ancylometes och familjen Ctenidae. Inga underarter finns listade i Catalogue of Life.